# Mert Çetin
Mert Çetin, né le 1er janvier 1997 à Çankaya, est un footballeur international turc qui évolue au poste de défenseur central au MKE Ankaragücü.

## Biographie

### En club
Mert commence à jouer au Gençlerbirliği, le club de sa province, avant d'être transféré pendant deux ans au Hacettepe, puis à nouveau au Gençlerbirliği où il découvre la Süper Lig.
Devenu un des cadres de son équipe, qui est entre-temps descendue en deuxième division turque, il s'engage avec l'AS Rome pour la saison 2019-2020 en l'échange d'un transfert de 3 millions d'euros, devenant tout de même le dixième transfert le plus cher d'un footballeur turc en Europe.
Il fait ses débuts en Serie A contre l'AC Milan le 27 octobre 2019.

### En sélection
Déjà international espoir, il connaît le 17 novembre 2019 sa première sélection avec l'équipe de Turquie en Andorre (victoire 2-0), dans le cadre des qualifications à l'Euro 2020, en remplaçant Merih Demiral à dix minutes de la fin du match.

## Palmarès
Vierge